# Lecos
Los lecos son un pueblo indígena originario de la Amazonia subandina de Bolivia, asentado en el departamento de La Paz. Los lecos tradicionalmente hablaban el idioma leco, que forma un grupo aislado, un idioma que se encuentra prácticamente extinto.

## Características
Durante el período precolombino, los lecos mantuvieron relaciones con el Imperio incaico   específicamente con los Aimaras por los que fueron integrados.Durante el período colonial, entraron en conflicto con los grandes propietarios cocaleros de la región Yungas. Entre los siglos XVII y XVIII los franciscanos, los dominicanos y los agustinos intentaron agruparlos para realizar tareas, un resultado finalmente obtenido por los agustinos.
Actualmente están casi extintos, con poca presencia en los municipios de Guanay y Apolo, en el centro del departamento de La Paz. Sus actividades principales son el cultivo de arroz, maíz, yuca, cítricos y cacao. También trabajan con madera y muchos jóvenes trabajan en empresas mineras. Sus comunidades son: Pucasucho, Inca, Trinidad, Mulihuara, Chíhmayo, Muiri, llipana Yuyo, Munaypata, Irimo, Correo, Santo Domingo y otras. Esta etnia está asimilada por completo a la civilización occidental al ser un pueblo subandino como también región.
Su organización es sindical, algunos de ellos están afiliados a sindicatos de colonos. Sin embargo, desde la década de 1990, dos organizaciones étnicas han surgido dentro de ellas, una en Apolo y la otra en Larecaja. Tienen dos territorios en propiedad colectiva.
Las danzas originarias del pueblo leco son el Tiri Tiri, el Machichi y el Torito.

## Población
Debido a su aculturación y su mezcla con las poblaciones andinas circundantes, es difícil estimar su número con precisión.
Según el censo Conniob (Confederación Nacional de Nacionalidades Indígenas y Originarias de Bolivia (2004), eran 2700. La población que se autorreconoció como itonama en el censo boliviano de 2001 fue de 132 personas. Este número aumentó a 13 527 en el censo de 2012, de los cuales 12 924 fueron censados en el departamento de La Paz.

## Idioma
El leko o leco es una lengua poco conocida, hablada originalmente en una parte remota de los Andes orientales de Bolivia y actualmente prácticamente extinta.
Desde la promulgación del decreto supremo n.º 25894 el 11 de septiembre de 2000 el leco es una de las lenguas indígenas oficiales de Bolivia, lo que fue incluido en la Constitución Política al ser promulgada el 7 de febrero de 2009.
En Grimes (1988), el leko se clasifica como una lengua aislada y se considera extinguida. Sin embargo, localizó algunos hablantes de la lengua en la región de Atén y en Apolo en la provincia de Franz Tamayo (departamento de La Paz) y a lo largo del río Mapiri en la provincia de Larecaja (situada también en el departamento de La Paz).
Algunos hablantes fueron relocalizados por van de Kerke (1994-97). Estos hablantes, en su mayoría hombres, superaban los 50 años de edad y no usaban habitualmente la lengua desde hacía mucho. Van de Kerke informa que los hablantes no se sienten suficientemente seguros como para entablar espontáneamente una conversación en leko.